# African Science Academy

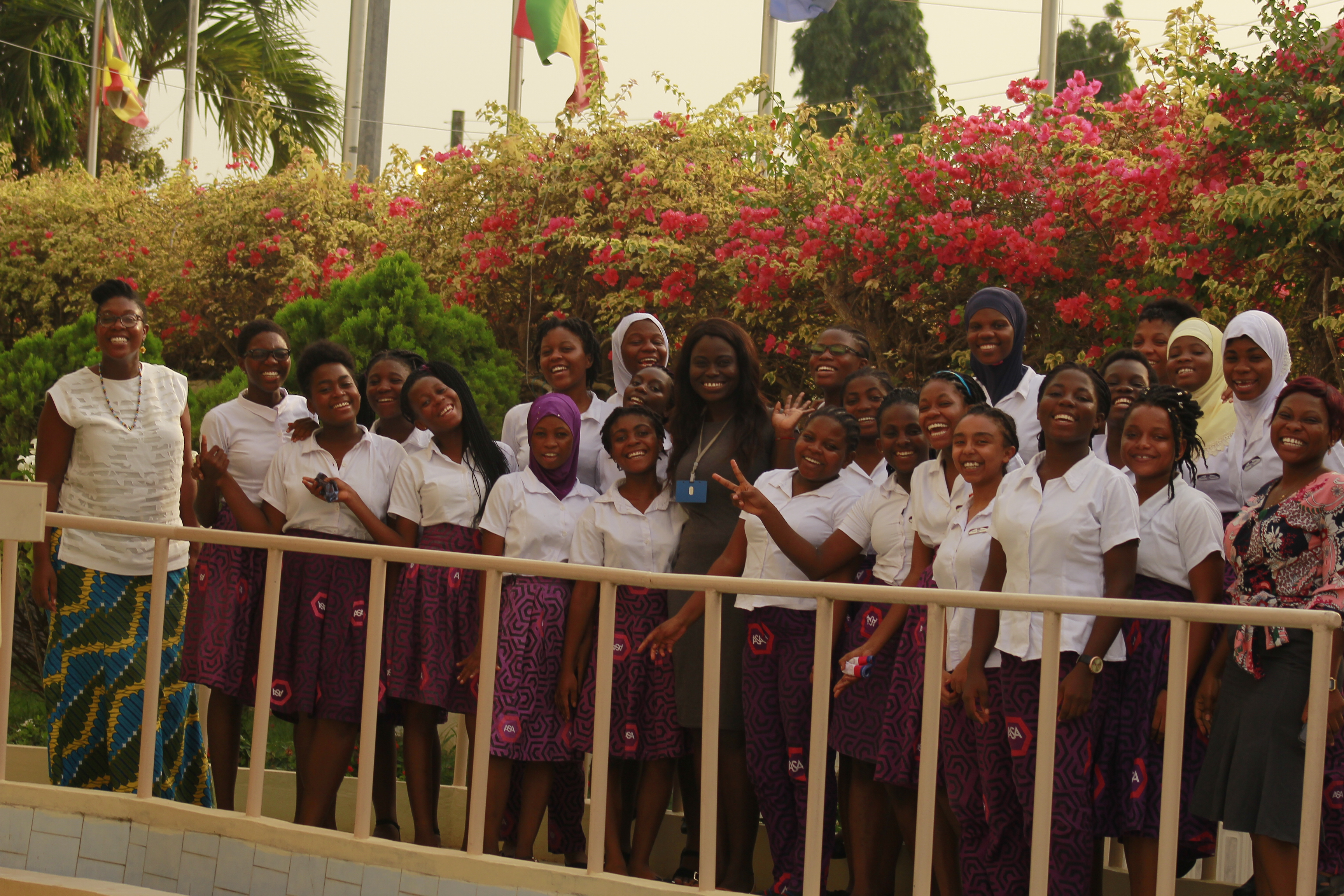
Gruppenfoto mit Teilnehmerinnen eines Wikipedia-Trainings in der African Science Academy (2019)

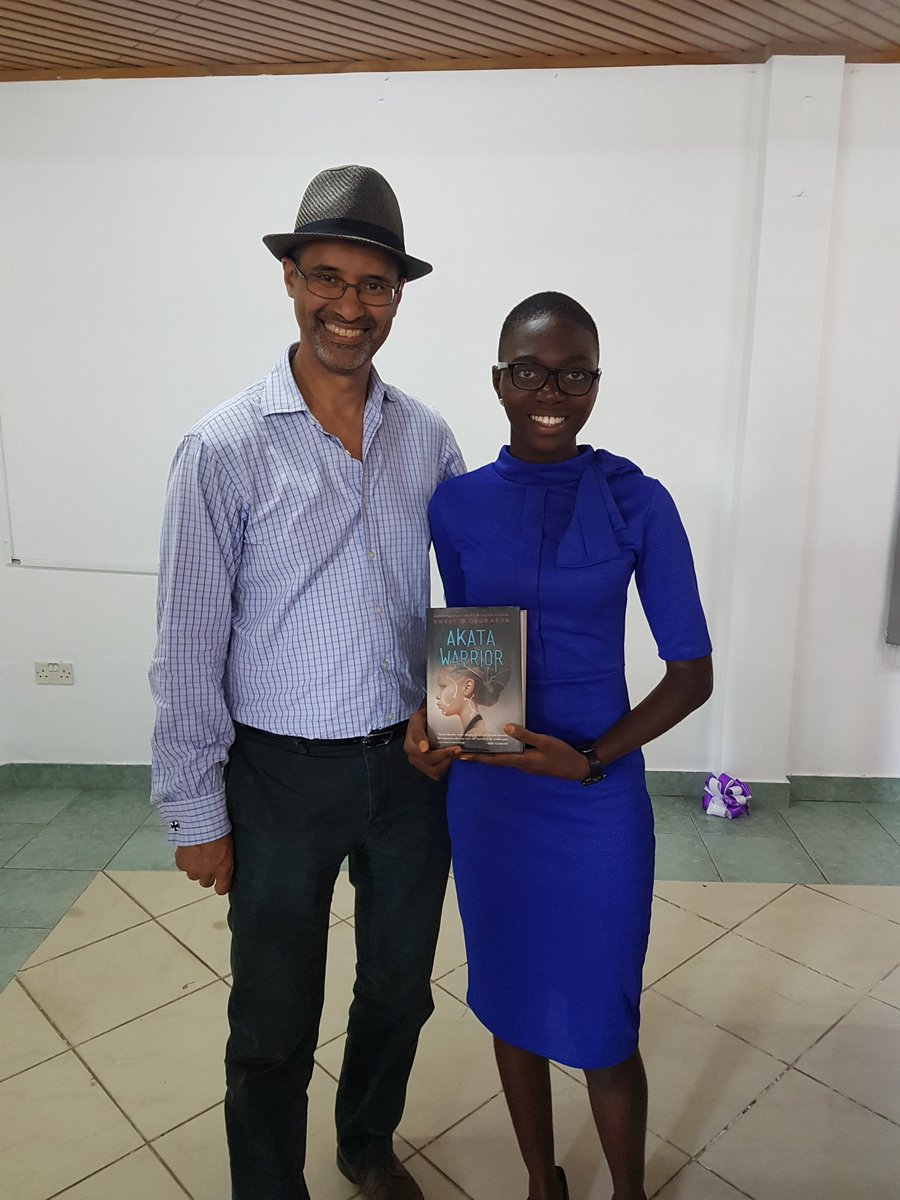
Der Philanthrop und Unterstützer der African Science Academy, Tom Ilube, mit einer Schülerin (2019)

Die African Science Academy (ASA) ist eine voruniversitäre Bildungseinrichtung für junge Frauen in der ghanaischen Stadt Tema in der Nähe der Hauptstadt Accra. Die im Sommer 2016 eröffnete Ausbildungsinstitution ist die erste auf dem Gebiet der Mathematik, Technologie und Naturwissenschaften in ganz Afrika, die nur Frauen zugänglich ist.

## Geschichte und Konzept
Die Gründung der African Science Academy erfolgte durch die African Gifted Foundation (AGF), eine in Ghana registrierte nichtstaatliche Organisation. Deren Gründer und Vorsitzender ist der britische Aktivist für Frauen- und Mädchenbildung und Philanthrop Tom Ilube. Die Schule wurde errichtet, um das Interesse junger Frauen an den MINT-Fächern zu wecken und zu fördern. Im August 2016 wurde die ASA mit 24 Schülerinnen eröffnet, die unterschiedlichen Nationalitäten angehörten, darunter Kamerun, Äthiopien, Nigeria, Sierra Leone, Uganda und Ghana.
Die Academy steht Schülerinnen im Alter von 16 bis 19 Jahren aus ganz Afrika offen, die eine besondere Begabung für Mathematik, Technologie oder Naturwissenschaften mitbringen und bereits erfolgreich eine zweistufige Ausbildung in diesem Themenbereich abgeschlossen haben. Bewerbungsvoraussetzung ist außerdem die sehr gute Beherrschung der englischen Sprache in Wort und Schrift, denn der gesamte Unterricht erfolgt auf Englisch. Jedes Jahr bewerben sich über 200 Kandidatinnen, die sich über ein Prüfungsverfahren für die Aufnahme in die ASA qualifizieren müssen. Das Auswahlverfahren umfasst auch Hausbesuche bei den Bewerberinnen. Für die letztlich ausgewählten Schülerinnen sind der Unterricht und das internatsmäßige Leben auf dem Campus völlig kostenfrei, denn sie erhalten ein Stipendium der African Gifted Foundation. Es wird erwartet, dass die Schülerinnen auch an den Wochenenden auf dem Schulgelände bleiben, um an Gemeinschaftsaktionen und besonderen Veranstaltungen teilzunehmen. Sie arbeiten auch ehrenamtlich und unterrichten beispielsweise Mathematik in der örtlichen Gemeinde.
Das Schuljahr an der ASA beginnt jeweils im August und endet im folgenden Juni. In dieser Zeit erwerben die Schülerinnen die erforderlichen Qualifikationen für die weltweit anerkannten Cambridge International A-Levels. Sie lernen zudem, Problemlösungs-, Rede- und Führungsfähigkeiten zu entwickeln, um danach an den besten Universitäten der Welt studieren zu können.
Inspirierende Führungskräfte besuchen die ASA, sodass die Schülerinnen Gelegenheit haben, bereits dort wichtige Kontakte zu knüpfen und Einblicke in spätere Tätigkeitsfelder und Karrieremöglichkeiten zu bekommen.

## Sponsoren
Die African Science Academy wird durch das international agierende Londoner Personaldienstleistungsunternehmen SThree, das eine langfristige Partnerschaft mit der ASA einging, und das britisch-irische Gas- und Ölunternehmen Tullow Oil unterstützt, um den Mädchen eine hervorragende Ausbildung zu ermöglichen.

## Berichterstattung in den Medien
Printmedien in Großbritannien, Ghana und seinen Nachbarländern berichteten über die neue Schule. Der US-amerikanische Fernsehsender CNN berichtete im Dezember 2017 in seiner wöchentlichen Dokumentationsreihe Inside Africa über das Programm und die Aktivitäten der Academy.